# 吕乃强
吕乃强（1927年1月—2015年7月25日），曾用名吕克和，男，江苏宜兴人，中华人民共和国政治人物，曾任中共湖北省委秘书长、省委办公厅顾问。